# Małachowo (rejon konyszowski)
Małachowo (ros. Малахово) – wieś (ros. село, trb. sieło) w zachodniej Rosji, w sielsowiecie bielajewskim rejonu konyszowskiego w obwodzie kurskim.

## Geografia
Miejscowość położona jest nad Wandariecem (lewy dopływ Swapy), 2,5 km od centrum administracyjnego sielsowietu (Bielajewo), 14 km na północny zachód od centrum administracyjnego rejonu (Konyszowka), 76 km na północny zachód od Kurska.
We wsi znajduje się 150 posesji.
Klimat
Miejscowość, jak i cały rejon, znajduje się w strefie klimatu kontynentalnego z łagodnym ciepłym latem i równomiernie rozłożonymi opadami rocznymi (Dfb w klasyfikacji klimatów Köppena).

## Demografia
W 2010 r. wieś zamieszkiwało 125 osób.